# Цибідо-Сан-Джакомо
Цибідо-Сан-Джакомо (італ. Zibido San Giacomo) — муніципалітет в Італії, у регіоні Ломбардія, метрополійне місто Мілан.
Цибідо-Сан-Джакомо розташоване на відстані близько 480 км на північний захід від Рима, 13 км на південний захід від Мілана.
Населення — 6866 осіб (2014).
Щорічний фестиваль відбувається 25 липня. Покровитель — San Giacomo il Maggiore.

## Демографія
Населення за роками:

Станом на 1 січня 2023 року в муніципалітеті офіційно проживало 376 іноземців з 48 країн, серед них 107 громадян країн Євросоюзу та 29 громадян України.

## Сусідні муніципалітети
- Ассаго
- Базільйо
- Бінаско
- Буччинаско
- Гаджано
- Лакк'ярелла
- Новільйо
- Роццано
- Треццано-суль-Навільйо